# Sebastian Iacob
Sebastian Andrei Iacob (n. 14 martie 2001, Sibiu, România) este un fotbalist român care a evoluat la clubul FC Hermannstadt pe postul de portar.

## Carieră
A debutat ca senior la FC Hermannstadt II în sezonul 2016-2017, după care a trecut la FC Hermannstadt, FC Interstar Sibiu, FC Inter Sibiu și AFC Quantum/Cuantic Arsenal Sibiu.

## Cluburi de seniori

### FC Hermannstadt
- Liga III: 2016-17
- Liga II: 2017-18
- Liga I: 2018-19

### FC Hermannstadt II
- Liga IV: 2016-17
- Liga III: 2017-18

### ASFC Interstar Sibiu
- Liga IV: 2018-19

### FC Inter Sibiu
- Liga IV: 2021

### AFC Quantum/Cuantic Arsenal Sibiu
- Liga IV: 2021-2022

## Legături externe
- https://www.flashscore.ro/jucator/iacob-sebastian/lniecv6O/
- https://ro.soccerway.com/players/sebastian-iacob/521575/
- https://www.footballdatabase.eu/en/player/details/340966-sebastian-iacob
- https://fmdataba.com/21/p/586686/sebastian-iacob/
- https://www.frf-ajf.ro/sibiu/jucatori/iacob-sebastian-151801.html